# Котрба, Карел
Карел Котрба (чеш. Karel Kotrba) — чехословацкий хоккеист. Играл за сборную Чехословакии по хоккею с шайбой и хоккейный клуб «Славия» (Прага).

## Биография
Выступал за хоккейную команду «Славия» (Прага). Участник международных соревнований по хоккею. Бронзовый медалист чемпионата мира по хоккею 1920 года (в рамках летних Олимпийских игр 1920 года в Антверпене). Серебряный призёр чемпионата Европы по хоккею 1921 года.
За сборную Чехословакии по хоккею провёл 2 матча.